# Georges Pavis
Georges Alfred Pavis (11 mai 1886 à Paris - 9 juillet 1977 à Versailles) est un peintre et illustrateur  français du XXe siècle. 
Il publie ses premiers dessins à l’âge de 9 ans dans un recueil de chanson d’Alexandre Michel et le Tam-Tam en inséra l’année suivante.
Il est l’élève de Fernand Cormon à l'École des beaux-arts.
Mobilisé, il participe à la Première Guerre mondiale, blessé à Verdun il en  reviendra blessé à la jambe. Il illustrera Les Croix de bois de Roland Dorgelès et Ceux de 14 de Maurice Genevoix.
Il collabore à diverses revues et magazines comme Le Rire, Le Journal grâce à son ami Gus Bofa, La Baïonnette ou La Vie parisienne.
Il illustre également de nombreux livres comme Drogues et peintures, album d'art contemporain, Pour et contre la femme : 366 pensées.

## Livres illustrés
- Croquis américains d'Émile Schreiber, Echos de l'exportation, 1914
- Les Misères - première version des Misérables de Victor Hugo, Baudinière, 1927
- Le Cabaret de la belle femme de Roland Dorgelès, Albin Michel, 1935
- Physiologie du fonctionnaire, par Pierre Frelet, fonctionnaire, illustrations en couleurs, À l'Institut administratif de René Kieffer, 1945
- 2 Contes de Boccace, par Boccace.  Exemplaire unique calligraphié et illustré par Pavis.  Sans lieu, sans date.
- Les Croix de Bois de Roland Dorgelès, achevé d imprimer le 20 mai 1933, sur les presses du maître éditeur Coulouma, à Argenteuil (sur velin blanc). Illustrations de Georges Pavis.